# Пенка Поптодорова
Пенка Славева Поптодорова е българска народна певица.
Родена е в Дряново, работи като основен учител в града и околните села. С течение на времето събира репертоар от над 1000 песни от родния си край, които са много разнообразни в жанрово отношение: народни песни, стари градски песни, възрожденски песни, училищни песни, романси, работнически песни от началото на 20 век и други. През 1952 година с помощта на музиковеда Николай Кауфман репертоарът ѝ е съхранен в архива на Института за музика при БАН (днес Институт за изкуствознание).
Умира на 75-годишна възраст през 1970 г.